# Lobatiriccardia yakusimensis
Lobatiriccardia yakusimensis är en bladmossart som först beskrevs av Sinske Hattori, och fick sitt nu gällande namn av Furuki. Lobatiriccardia yakusimensis ingår i släktet Lobatiriccardia och familjen Aneuraceae. Inga underarter finns listade i Catalogue of Life.